# نادي أوليسيس
نادي أوليسيس لكرة القدم (Ulisses Football Club) (الأرمينية: Ուլիս Ֆուտբոլային Ակումբ) هو نادي كرة قدم أرميني، تأسس سنة 2000، وهو فريق عاصمة أرمينيا يريفان.
يلعب النادي في دوري الدرجة الأولى الأرمني ، أعلى قسم في كرة القدم الأرمنية. هو مستقر بملعب فازين ساركسيان الجمهوري في يريفان.
يقع مقر النادي في شارع نالبانديان 48/1 بيريفان. مثل جميع الأندية الأرمنية الأخرى ، كان لأولسيس إف سي فريق احتياطي لعب في الدوري الأرمني الأول.
في عام 2015-16 ، كان النادي ملك رجل الأعمال الأرميني جانريخ كازانجيان تبرعاه مجموعة شركات «هوليداي».

## تاريخ النادي
- 2000: تأسيس الفريق تحت مسمى دينامو-2000 يريفان.
- 2001: أول مشاركة في دوري الدرجة الأولى
- 2004: تغيير اسم الفريق لدينامو-زينيت يريفان (حدث تغيير الاسم مرة أخرى نتيجة لتغيير الراعي)
- 2006: تغيير اسم الفريق لأوليسيس (حدث تغيير الاسم مرة أخرى نتيجة لتغيير الراعي)
- 2010: أول مشاركة في كأس أوروبية[3]
- 2016: حل بسبب كل من أوجه القصور المالية وغير المالية

### دينامو 2000 يريفان
تأسس النادي في عام 2000 باسم دينامو-2000 يريفان ، وقدم أول ظهور له في موسم 2000 من الدوري الأرمني للدوري الأول ، و تمكن من بلوغ الدوري الممتاز في نهاية الموسم نفسه.

### دينامو زينيت يريفان
في عام 2004 ، أصبح النادي معروفًا باسم دينامو-زينيت يريفان وحصل على المركز الخامس في الدوري الأرمني الممتاز.
في عامي 2004 و 2005 ، تم تمثيل اثنين من الفرق الاحتياطية في النادي في الدوري الأرمني الأول: فريق ينامو ف ز يريفان و فريق زينيت يريفان شرانتسافان.

### فريق أوليسيس
في عام 2006 ، غير النادي اسمه مع وصول راعي جديد. احتلوا المركز الثامن في موسم الدوري الأرمني الممتاز لعام 2006 ، و بذلك حصلوا على فرصة لإنقاذ مكانهم في الدوري الممتاز في مباراة حاسمة مع فريق دينامو يريفان. و بفوزهم في المباراة ، أمن فريق أوليس مكانه في القسم الأعلى للموسم القادم. في المواسم 2007 و 2008 ، كان لعب الفريق أفضل بكثير.
في عام 2007 ، لعبوا مبارياتهم المحلية في ملعب كازاغي مارزيك في أشتاراك. في عام 2009 ، انتقلوا إلى ملعب ميكا في يريفان.
في عام 2011 فاز الفريق بالبطولة الأرمنية لأول مرة في تاريخ النادي ، وأنهى هيمنة فريق بيونيك التي امتدت 10 بطولات متتالية.
في 3 فبراير 2016 ، أعلن النادي أنه لن يشارك في النصف الثاني من موسم الدوري الأرمني 2015-2016.

## الجوائز
- بطل الدوري الأرميني الممتاز لسنة 2011
- بلوغ نهائي كأس الدوري الأرميني لسنة 2012

## وصلات خارجية
- الموقع الرسمي